# VLM Airlines
VLM Airlines (нід. Vlaamse Luchttransportmaatschappij, укр. ВіЕлЕм Ейрлайнз) — колишня регіональна бельгійська авіакомпанія. Припинила свою діяльність 31 серпня 2018 року

## Історія
Компанія VLM Airlines розпочала свою діяльність у травні 1993 року регулярними рейсами між аеропортами Антверпена (перший хаб) і Лондон-Сіті (другий хаб).
У 2007 році в авіакомпанії працювали понад 400 осіб, вона перевезла 745781 пасажирів. 24 грудня 2007 року Air France-KLM домовилася про купівлю авіакомпанії VLM Airlines.
У 2008 році авіакомпанія повідомила про підсумки 2007 року: була отримана чистий прибуток у розмірі €3.6 мільйонів протягом останніх 10 років, оборот виріс до €112 мільйонів, а число пасажирів зросло на 9 % до 745781.
28 травня 2009 року Air France-KLM оголосила про те, що з 2010 року VLM Airlines буде працювати під брендом регіональної авіакомпанії CityJet, яка вже була партнером Air France-KLM в Ірландії. Хоч бренд VLM Airlines буде замінений на CityJet, обидві авіакомпанії продовжать працювати незалежно. Незабаром був створений єдиний сайт авіакомпаній.
У жовтні 2014 року VLM Airlines оголосила про плани взяти в лізинг у загальній складності 14 літаків SSJ-100 зі збільшеною дальністю польоту.
У 2015 році авіакомпанія експлуатувала 11 турбогвинтових літаків Fokker 50. Штат налічував 160 працівників. Генеральний директор авіакомпанії Хеміш Девідсон. Для діяльності використовувалися два хаба — бельгійський Антверпен і німецький Фрідріхсхафен. Перевезено близько 300 тисяч пасажирів.
У травні 2016 року керівництво VLM Airlines подала в суд заяву про захист від кредиторів строком на шість місяців. 22 червня авіакомпанія припинила польоти, а керівництво знову звернулося в суд, але вже з заявою про банкрутство. 

## Флот
Флот авіакомпанії включає 19 літаків Fokker 50, здатних перевозити по 50 пасажирів кожен.
На вересень 2009 року середній вік флоту становить 19.9 років.
У 2007 році VLM використовувала літаків BAe 146, орендований у авіакомпанії Flightline.

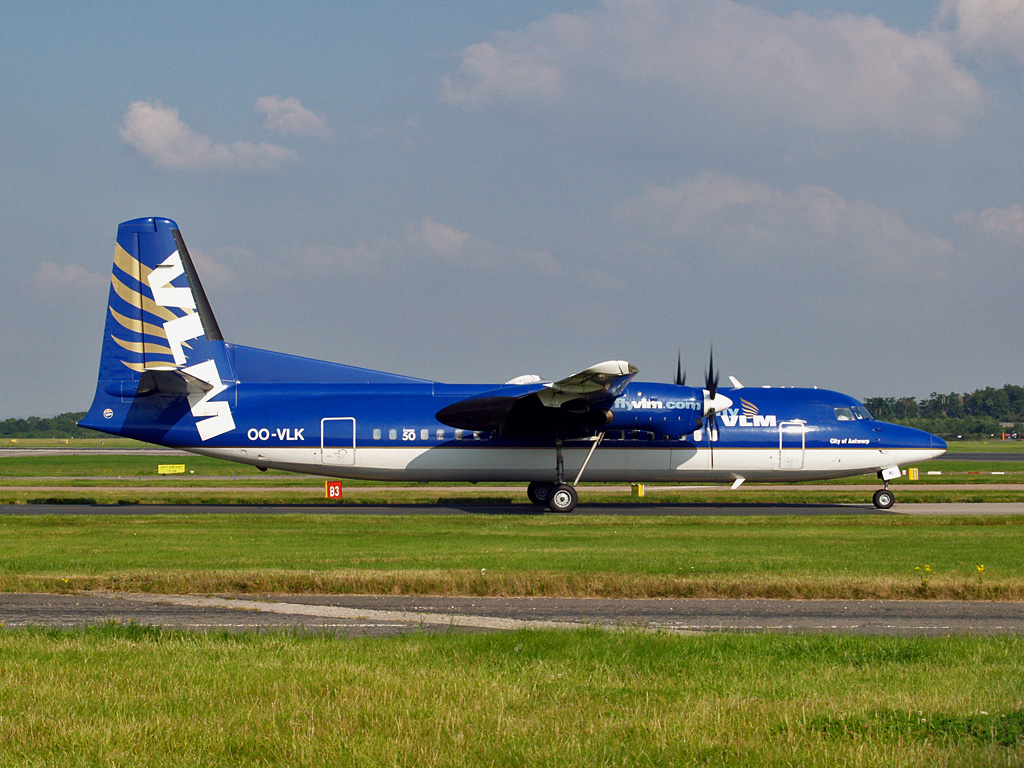
Справжнє розфарбування літака Fokker 50 компанії VLM current livery

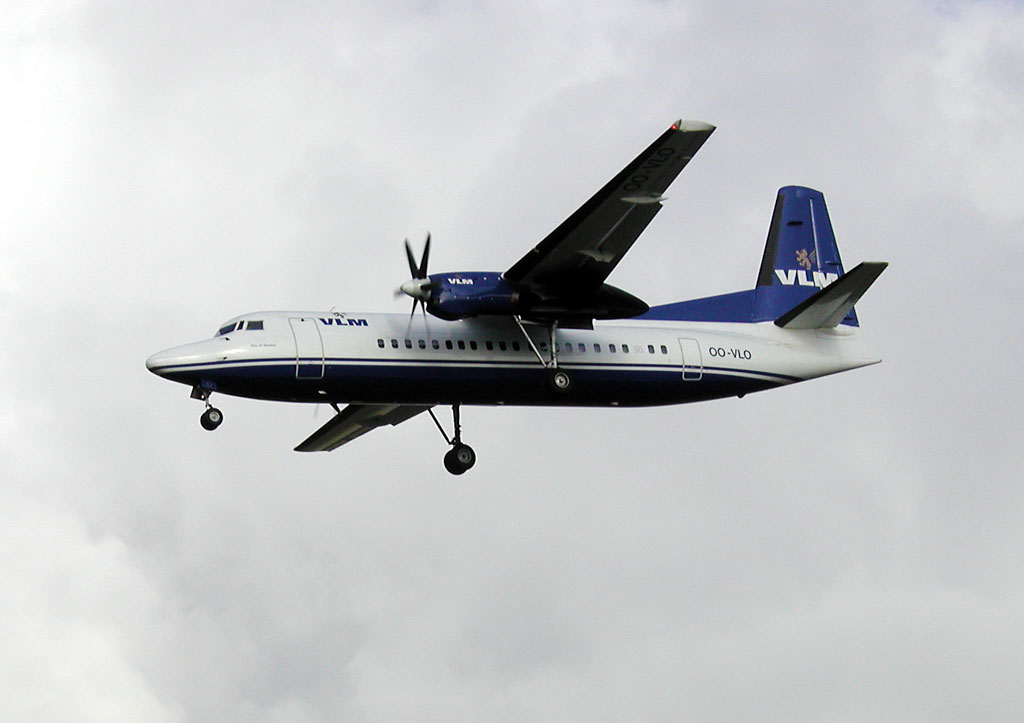
Розмальовка літака Fokker 50 компанії VLM у 2001 році